# Froidchapelle
Froidchapelle ou Froid-Chapelle (en wallon Fritchapelle) est une commune francophone de Belgique située en Région wallonne dans la province de Hainaut. Elle se situe dans le Parc national de l'Entre-Sambre-et-Meuse créé en 2022.

## Étymologie
L'origine du nom de Froidchapelle ou Froid-Chapelle viendrait d'un moine nommé Féroald qui aurait, selon la légende, bâti une chapelle à cet endroit qui aurait pris le nom de Féroald-Capelle qui deviendra avec le temps Froid-Chapelle.

Les premières mentions du village de Froidchapelle datent de 673 sous le nom de Froildi Capella, en 1188 sous le nom de Frocapella. À partir de 1977, l'orthographie n'est plus Froid-Chapelle mais bien Froidchapelle.

L'anthroponyme Féroald ou Frodwald est issu des mots germains hrod signifiant « gloire » et de waldan signifiant « gouverner ».

## Géographie
Froidchapelle se situe dans la botte du Hainaut. La commune est limitée à l'est par Cerfontaine et Silenrieux; au sud par Vaulx et Virelles (Chimay); à l'ouest par Rance (Sivry-Rance); au nord par l'entité de Walcourt.

### Sections de commune
| # | Nom                 | Superf. (km²) | Habitants (2020) | Habitants par km² | Code INS |
| - | ------------------- | ------------- | ---------------- | ----------------- | -------- |
| 1 | Froidchapelle       | 36,08         | 1.825            | 51                | 56029A   |
| 2 | Fourbechies         | 12,27         | 509              | 41                | 56029A1  |
| 3 | Vergnies            | 13,49         | 530              | 39                | 56029B   |
| 4 | Erpion              | 6,71          | 331              | 49                | 56029C   |
| 5 | Boussu-lez-Walcourt | 17,99         | 797              | 44                | 56029D   |

### Communes limitrophes
|                      | Walcourt      |             |
| Beaumont Sivry-Rance | Froidchapelle | Cerfontaine |
|                      | Chimay        | Couvin      |

### Hydrographie
La Hantes (ou Hante), un affluent de la Sambre, prend sa source dans la commune, à Hurtau, à 60 m de la limite de Cerfontaine.

### Hameaux et lieux-dits

#### Hameaux
- Paye à Fayi.
- La Lunette.
- Champ du Fou.
- Le Troupeau.
- Champ de Rance.
- Champ de la Truie.
- La Gare.
- Champ Colin.
- La Ronce.
- Fouberchies. Ancienne commune rattachée à Froidchapelle.

#### Lieux-dits
- La Pieraille.
- Masu.
- Milombois.
- Le Coq.
- Tourne Bride.
- Le Rouzet.
- L'Arabe.
- Les Courtisarts.
- Tienne du Baillis.
- Queue de Rance.
- Le Saint-Antoine.
- Point du Jour.

### Bois
- Bois des Hamaides.
- Bois de l'Hernoi.
- Bois du Grand Berceau.

## Démographie

### Démographie: Avant la fusion des communes
- Source: DGS recensements population
- 1880: Scission de Fourbechies en 1868
- 1970: Annexion de Fourbechies en 1965

### Démographie: Commune fusionnée
En tenant compte des anciennes communes entraînées dans la fusion de communes de 1977, on peut dresser l'évolution suivante :
Les chiffres des années 1831 à 1970 tiennent compte des chiffres des anciennes communes fusionnées.
- Source: DGS , de 1831 à 1981=recensements population; à partir de 1990 = nombre d'habitants chaque 1 janvier[4]

## Histoire
Si l'on conteste à bon droit l'authenticité du testament de sainte Aldegonde, il n'en est pas moins certain que le chapitre de Maubeuge fut, dès ses origines, propriétaire de la forêt de Rance, au sein de laquelle furent créées au XIIe siècle les villes-neuves de Froidchapelle, Fourbechies et Rance.
Vers 1188, Baudouin VI de Hainaut donne au chapitre de Maubeuge, avec l'agrément de Ghislain, châtelain de Beaumont, son vassal, deux tiers de la dîme de Froidchapelle et d'autres droits sur cette paroisse. Cette donation était en fait une restitution et celle-ci nous indique que la paroisse de Froidchapelle existait dès cette époque.
À la fin de l’année 1477, une échauffourée a lieu à Froidchapelle entre les troupes locales et les Français, au lieu-dit Boudrimont.
Maximilien d’Autriche, fils de l’empereur Frédéric III, et Marie de Bourgogne sont reçus à Mons le 2 novembre 1477 où ils font leur Joyeuse Entrée. Les Français, qui tiennent garnison à Chimay et dans les environs, au nombre de 600 cavaliers et 300 fantassins, font des excursions jusqu'à Beaumont.
Les seigneurs de Barbençon et de Witem, avec Gilles de Bouzanton, dit le Veau, seigneur de Lompret et d’Imbrechies, à la tête de 500 hommes, les ayant cherchés et rencontrés à Froidchapelle, les chargent avec tant de vigueur qu'ils les mettent en fuite et font 20 tués et 250 prisonniers.
L’année suivante, une trêve est enfin conclue entre Louis XI et Maximilien, le roi de France doit restituer toutes les places du Hainaut.
En juillet 1596, les habitants se rendent à Beaumont pour accueillir leur nouveau seigneur, Charles de Croÿ, prince de Chimay, comte de Beaumont : « tous les subjets et manans du village dudit Froid-chapelle avec les autres villages de la dite comté furent recueillir sa dite excellence (…) tous fort bien armés et équipés, avec leur enseigne dépliée et tambour battant (…) donnèrent une décharge d’une infinité de coups d’arquebusade ».
Comme c’était malheureusement le cas partout, les villageois souffraient des passages nombreux de bandes armées. Aussi, quand la paix était signée, c’était l’occasion de grandes réjouissances :
a. La paix des Pyrénées en 1659 : « Il a été donné (…) à Thomas le Dunsin, pour avoir venu avec son tambour que l’on fait les feux de joie de la paix. A Jean Lardin par ordonnance du mayeur et des échevins pour 50 pots de bière (NB. à 4 pintes) bues par les garçons du village à la publication de la paix. 5 livres ».
b. Traité de Nimègue en 1679 : « Livré et mené une corde de leigne pour faire le feu de joie ».
c. Traité de Rijswick en 1697 : « Deux cordes de leigne menées sur la place pour faire les feux de la paix (…) pour la poudre distribuée aux réjouissances ».
A l’époque française, le village fait partie du canton municipal de Beaumont, département de Jemappes, pour redevenir une commune autonome en 1800. De la fin juillet à octobre 1814, elle est versée temporairement dans le département du Nord.
En 1798, un habitant, Jean-Baptiste Hazard, est condamné à 4 ans de fers pour avoir abattu l’arbre de la liberté, il est exposé au carcan puis envoyé à Brest où il décède peu après son arrivée. On a retenu le nom de 12 soldats de Napoléon décorés en 1858 de la médaille de Sainte-Hélène et de 19 autres, dont quelques-uns sont décédés aux quatre coins de l’Europe.
À partir de 1836, les bois qui appartenaient à la Société Générale, sont cédés à diverses sociétés comme Coghen-Bernard et la Société De Coppin. La dernière nommée veut mettre fin à la vaine pâture dont disposaient les habitants sur les 2 162 hectare du Bois-le-Comte alors que les propriétaires les limitaient à 697 hectare. Après de nombreuses transactions, un accord est trouvé le 26 mai 1851. Les propriétaires rachètent définitivement les droits d’usage et accordent une somme de 48 000 franc à la commune.
Dès 1855, la société de Frédéric Brugmann (nl) (Dortmund 1779 - Bruxelles 1852) acquiert un premier bien, celui de la Ferrière septentrionale, qui sera suivi de beaucoup d’autres. En 1858, il décide le défrichement de 1 000 hectare et la construction de 8 fermes pratiquement identiques. Le 1er bâtiment qui voit le jour est celui d’Hurtau, à la limite de Cerfontaine, dont le domaine qui s’étend sur 164 hectare.
Fourbechies est détaché de Froidchapelle, avec beaucoup de difficultés et d’amertume de part et d’autre, par une loi du 2 juin 1868 (le hameau sera réintégré le 1er janvier 1965).
En 1870, Paris, assiégé par les Prussiens, a recours aux ballons captifs pour garder le contact avec l’extérieur. 71 partiront de la capitale dont 5 atteindront la Belgique. Le 16 octobre, le 16e ballon à prendre l’air, le Jules-Favre 1er, atterrit dans la commune. À son bord, 195 kg de dépêches, 6 pigeons voyageurs, le pilote et 4 voyageurs.
En 1879, on multiplie les emprises pour le chemin de fer de Chimay à Frameries (future ligne 109). L’année suivante, on autorise l’installation d’une briqueterie sur le tracé de la voie à 55 m du bois d’Hernois. On envisage la fabrication de 800 000 briques pour la construction de la gare.
Durant la Première Guerre mondiale, La commune compte une quarantaine de combattants dont 5 meurent au front (le monument aux Morts porte 7 noms) et 85 travailleurs civils déportés en Allemagne le 25 novembre 1916, dont 8 ne reviendront pas. La veille de l’armistice, un avion britannique tombe à Martinsart. Ses deux occupants, un Écossais et un Canadien sont tués.

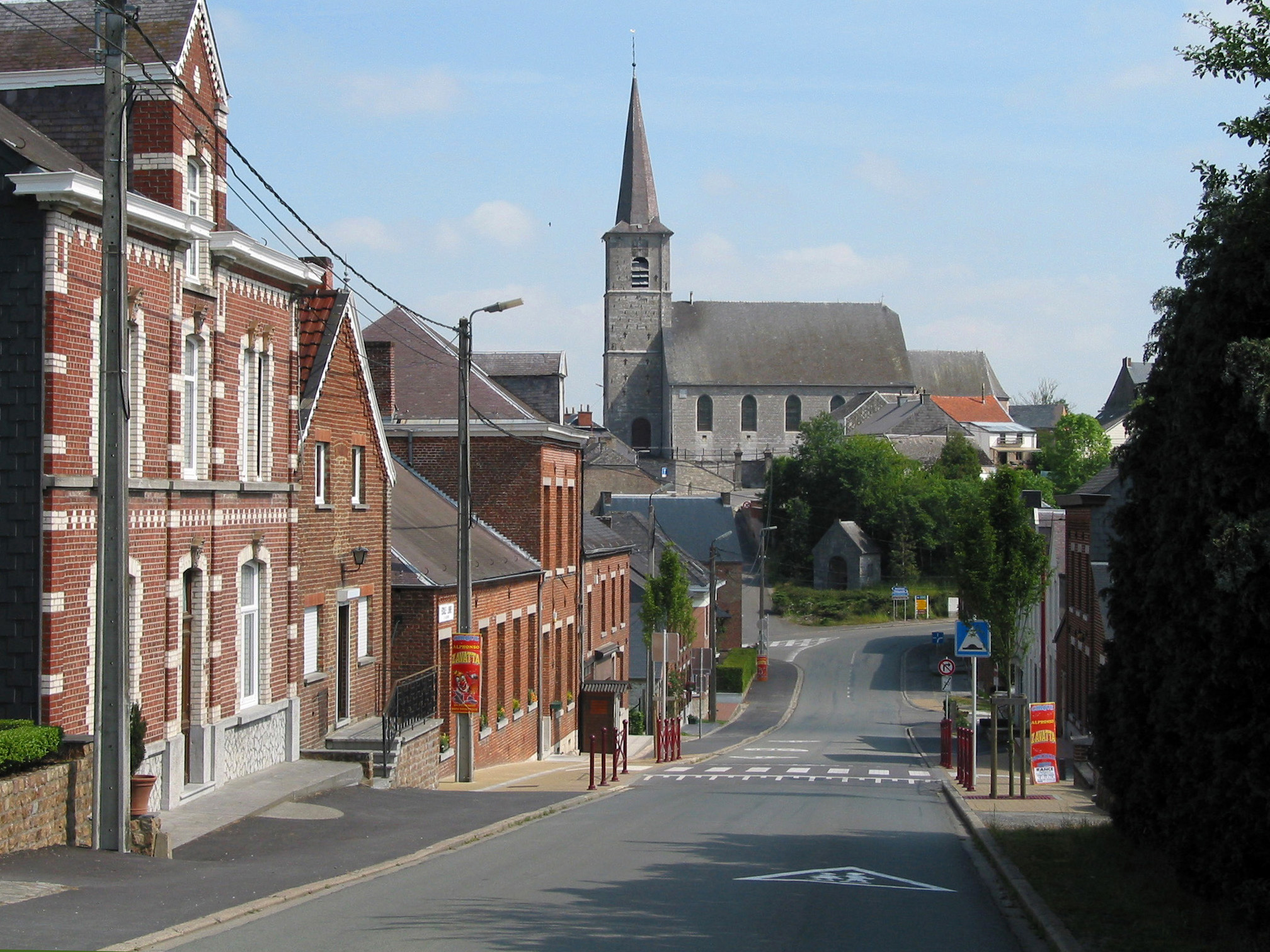
L'église.

Durant la Seconde Guerre mondiale, en 1942, la liste remise au roi Léopold III par le Comité d’Initiative pour la Libération des Prisonniers wallons compte 37 noms pour la commune pour Froidchapelle. L’un d’eux décède en captivité. On déplore aussi la perte d’un déporté et la veille de la libération, d’une habitante.
Cinq avions sont tombés sur le territoire de la commune durant la guerre : 2 allemands et 3 alliés, deux britanniques et un américain. Durant l’année 1944, un champ d’aviation, satellite de celui de Florennes, pour chasseurs de nuit a été implanté à Cerfontaine, à la limite de Froidchapelle vers le Lègnery et Martinsart.
Le 2 septembre 1944, à la veille de la libération, on a frôlé la catastrophe. Un coup de feu est tiré vers 15 h, à la Pierraille, sur les Allemands en retraite. Aussitôt, c’est un déluge de feu. Une personne de 68 ans qui sort d’une maison est touchée mortellement, une maison est incendiée. Trois hommes du quartier sont arrêtés et conduits au centre du village où ils resteront plus d’une longue heure face au mur de l’église, en attendant qu’on ait rassemblé 50 habitants pour les fusiller. Dans le village, c’est le sauve-qui-peut. Heureusement, l’officier (probablement un SS), qui veut faire payer cette agression et faire un exemple, vient de recevoir l’ordre d’avancer. Son successeur, plus calme et plus pondéré, exige du bourgmestre qu’il se porte garant de ses concitoyens pour qu’il n’y ait plus d’incident du genre. A 20 heures, les derniers Allemands doivent quitter la commune. Le lendemain matin, les Américains les ont remplacés.
À côté de l’école communale existe aujourd’hui encore une école libre tenue de 1881 à 1970, par les religieuses Filles de Marie de Pesche.

## Armoiries
|  | Blason de Froidchapelle depuis le 30 avril 1999. Le blason fut modifié : les doloires furent remplacés par des feuilles de chêne (les forêts), et les fasces devinrent « ondées » pour symboliser l'eau des barrages de l'Eau d'Heure. Blasonnement : Écartelé aux 1 et 4 d’argent à trois fasces ondées de gueules, aux 2 et 3 d’argent à trois feuilles de chêne de gueules 2 et 1, posées la première et la troisième en bande, la deuxième en barre. - Délibération communale : 8 mars 1999 - Arrêté de l'exécutif de la communauté : 30 avril 1999 |
|  | Avant la fusion des communes, les armoiries de Froid-Chapelle étaient identiques à celles des Croÿ-Renty. Blasonnement : Écartelé aux 1 et 4 d’argent à trois fasces de gueules, aux 2 et 3 d’argent à trois doloires de gueules, les deux en chefs adossées. DC 13 février 1911 - AR 19 août 1911 - MB 10 septembre 1911 |

Le blason d'origine, qui se trouvait dans l'ancien salon communal, fut volé par les troupes allemandes lors de la Première Guerre mondiale. Celui-ci comportait en son centre le blason du comté de Beaumont, surmonté d'une couronne et le collier de la Toison d'or dans le bas.

## Politique et administration

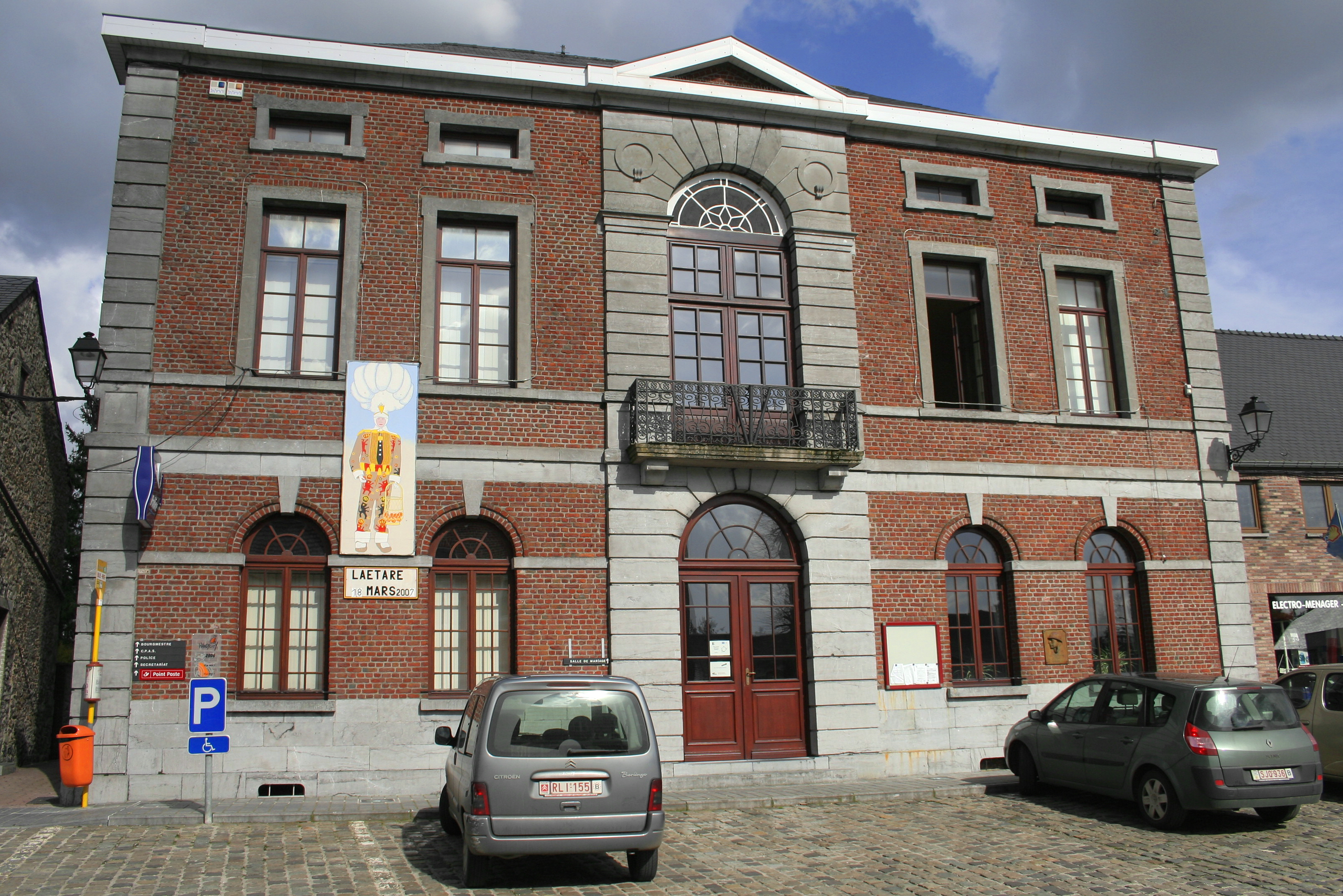
La maison communale.

### Conseil et collège communal 2024-2030
Ci-dessous, le tableau des résultats des élections communales de 2024.
| Parti | Parti | Voix (2024) | Voix (2018) | % (2024) | % (2018) | +/-    | Sièges  | +/- | Collège |
| ----- | ----- | ----------- | ----------- | -------- | -------- | ------ | ------- | --- | ------- |
|       | EC    | 1.699       | 1.790       | 66,81%   | 71,12%   | 4.31 % | 12 / 15 | 1.0 | Oui     |
|       | DéFI  | 242         | 159         | 9,52%    | 6,32%    | 3.2 %  | 0 / 15  | 0.0 | Non     |
|       | P C   | 602         | -           | 23,67%   | -        | 0.0 %  | 3 / 15  | 3.0 | Non     |
|       | AC    | -           | 568         | -        | 22,57%   | 0.0 %  | - / 15  | 2.0 | Non     |
| Total | Total | 2 543       | 2 517       | 100 %    | 100 %    |        | 15      |     |         |

| Collège communal   |                     |                                 |
| ------------------ | ------------------- | ------------------------------- |
| Bourgmestre        | Alain Vandromme     | MR - Entente Communale          |
| 1er Échevin        | Jean-Michel Aelgoet | Les Engagés - Entente Communale |
| 2e Échevin         | Sylvain Jaspart     | MR - Entente Communale          |
| 3e Échevine        | Fabienne Moreau     | Entente Communale               |
| Présidente du CPAS | Élodie Verbruggen   | Entente Communale               |

## Patrimoine et culture

### Patrimoine architectural

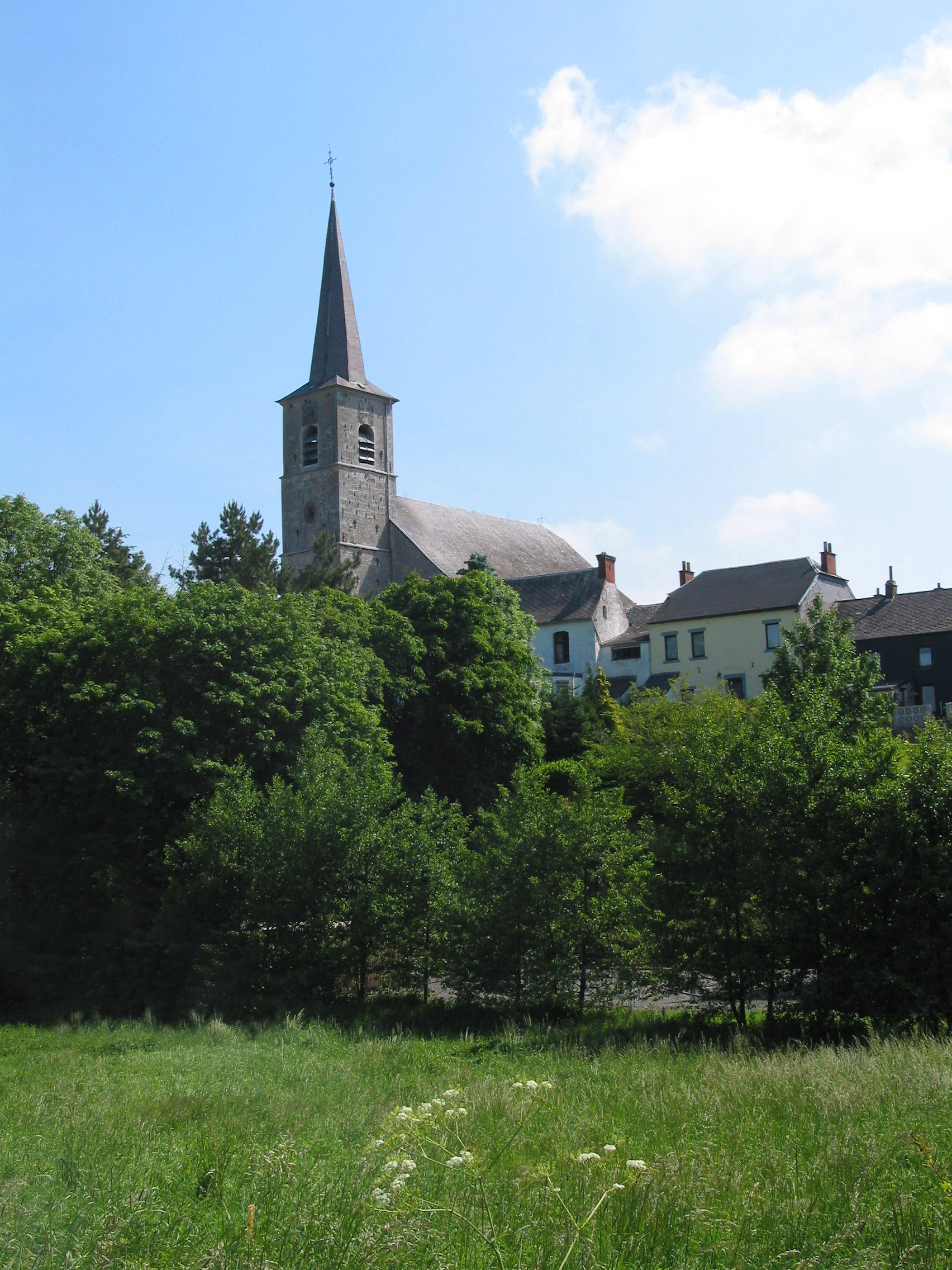
L’église Sainte-Aldegonde.

- L’église Sainte-Aldegonde.Église Sainte-Aldegonde. Édifiée en 1643, reconstruite en grande partie au XVIIIe siècle, le chœur fut reconstruit en style classique en 1756[11].
- Chapelle du Calvaire. Chapelle ouverte de style néo-classique érigée en 1852[12].
- Chapelle Saint-Antoine. Potale recomposée au XIXe siècle ou au début du XXe siècle[12].

- Ferme du Ravet. Construite en 1749, partiellement reconstruite et amplifiée au XIXe siècle[12].
- Presbytère. Date de 1756 et reconstruit au troisième quart du XIXe siècle[13].
- Ermitage Saint-Pierre.
- Ancien Ermitage St-Pierre. Réédifié entre 1704 et 1720 avec une chapelle dédiée à Dieu et à Saint-Pierre et qui devient le noviciat d'une petite congrégation érémitique, confiée en location en 1788 puis racheté et restauré en 1829 par Victorien Ranscelot. Les bâtiments furent aménagés en ferme vers 1913[14].

- Église de la Sainte-Vierge (Fourbechies). Édifiée au début du XVIIe siècle en  style gothique hennuyer, le clocher date à l'origine au XIIe siècle ou à la fin du XIe siècle et remanié en style gothique à la fin du XIIIe ou au XIVe siècle[15].

## Économie
Durant des siècles, les habitants ont vécu de l’exploitation des bois (abattage, bois sciés, fagots, douves, etc.). Le village abritait une ou deux brasseries, un moulin à eau et une salinerie (traitement des cendres de bois pour en retirer les sels de potasse devant servir d’engrais).
En 1830, on comptait ici 20 métiers à tisser la toile de lin et dix à faire des bas. On vendait à l’époque 300 toisons de laine et 100 kg de beurre. Vers 1900, on a extrait du marbre rouge à la Carrière à Roc, des ateliers de polissage offraient du travail à de nombreux ouvriers.
Depuis le milieu du XIXe siècle, la commune se tourne vers l’élevage des bovins. Froidchapelle est renommé pour son beurre de ferme.

### Tourisme

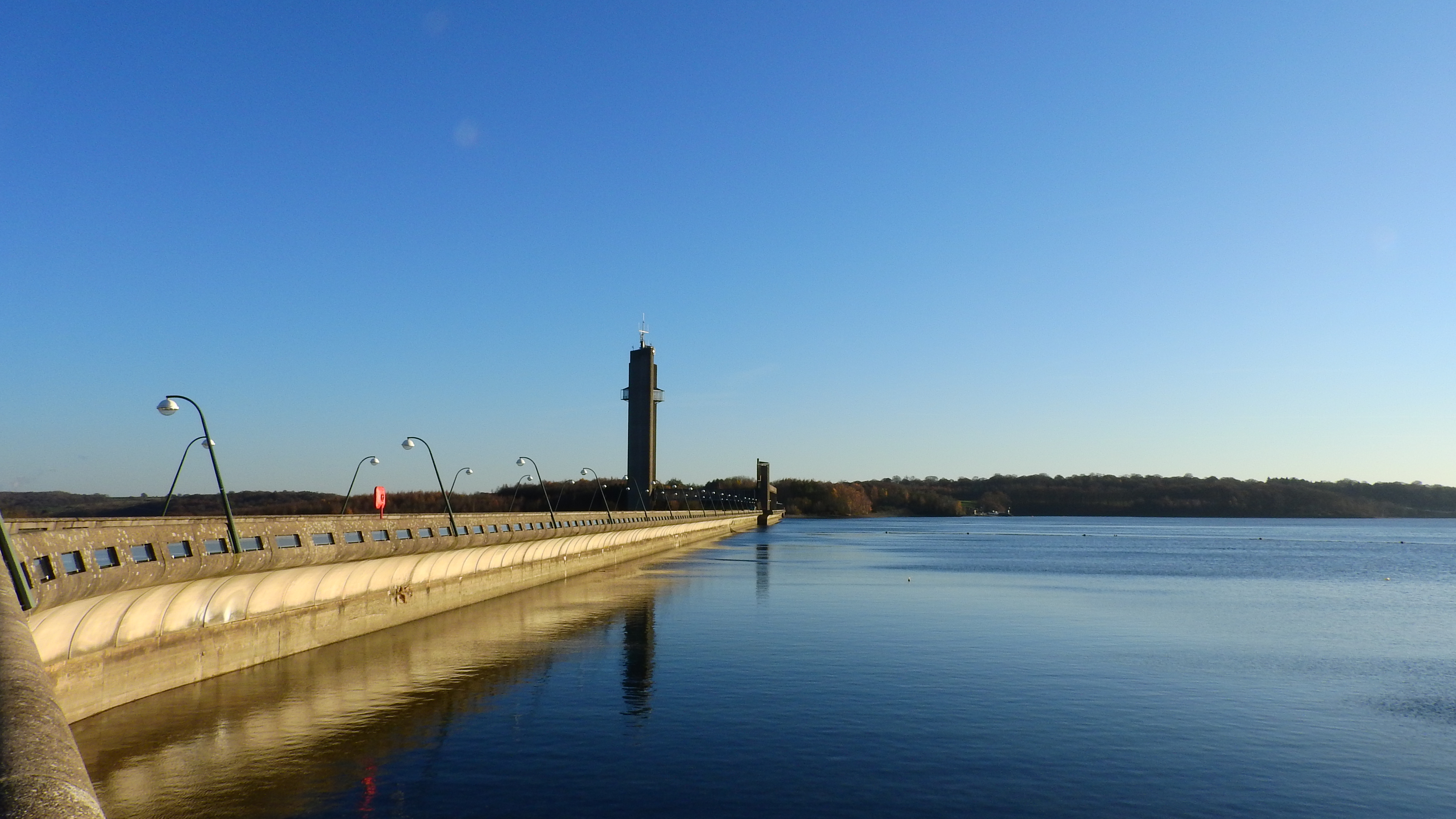
Barrage de la Plate-Taille, aux Lacs de l'Eau d'Heure principale attraction touristique de la région.

Le territoire de Froichapelle fait partie du Parc national de l'Entre-Sambre-et-Meuse. La Maison de la Ruralité, inaugurée en novembre 2023, est une des six entrées principales/points d'information du parc. Celle-ci a ainsi une vocation touristique et culturelle.

## Personnalités liées à la commune
- Émile Galet (1870-1940), lieutenant-général, aide de camp du roi Albert Ier durant la Première Guerre mondiale, commandant l'école royale militaire de 1919 à 1926. On lui doit un ouvrage qui fait référence : « S.M. le Roi Albert, commandant en chef devant l'invasion allemande » (Paris, Plon, 1931). Il est né à Erpion en 1734 et décédé en 1940.
- François-Joseph Gossec, compositeur, violoniste, directeur d'opéra et pédagogue, il sera le musicien le plus honoré sous Napoléon Ier, né à Vergnies en 1734 et décédé à Passy en 1829.
- La Redoute, surnom d'Alexandre-Stanislas Leclercq (1775-1822), fils d'un maître de forges, qui fait les 400 coups et nargue la gendarmerie, nouvellement créée. Malheureusement, c'est aussi un assassin qui abat de sang-froid un concitoyen âgé de 18 ans. Pour ne pas être arrêté, il passe en Angleterre où il enseigne le français. Il a écrit des mémoires pleines de forfanterie et de vantardise.
- Daniel Van Buyten, joueur international de football, né en 1978.
- Nicolas Hanot, recordman du jeu télévisé Questions pour un champion[17].